# Teutberga
Teurberga (+ abans de 875), fou reina, esposa de Lotari II. Era filla de Bosó l'Antic el fundador de la família dels Bosònides. És esmentada als Annales Lobienses, als Annales Bertiniani i a l'obra d'Alberic de Trois-Fontaines, sempre com legitima esposa de Lotari II i el darrer especifica que després de ser repudiada va actuar segons el consell del comte Bosó que no s'especifica quina relació tenia (es suposa que era el germà gran però no és segur).
El 855 es va casar amb el rei Lotari II de Lotaríngia. Va protegir la seva cunyada Engiltrudis quan aquesta va abandonar a Bosó que es suposa que era el seu germà. La causa de la seva repudiació el 857 fou una acusació d'incest amb el seu germà Hucbert, cosa probablement falsa sent la real que després de dos anys de matrimoni no havia tingut fills. Lotari volia agafar com esposa a la seva amant Gualdrada o Waldrada i legitimar els fills que tenia amb ella. El rei la va empresonar després de la repudiació. Fou sotmesa a la prova de l'aigua bullent que Teutberga va passar amb èxit, però tot i així un concili local la va condemnar el 860. Fou defensada ardorosament per l'arquebisbe Hincmar de Reims però dos concilis més organitzats per Lotari van confirmar la sentència i van autoritzar al rei a casar-se altre cop; Waldrada va esdevenir reina el 862 en casar-se oficialment amb Lotari. Hucbert es va resistir a la seva deposició com a duc de la Borgonya Transjurana i va lluitar per defensar l'honor seu i de la seva germana fins al punt que Lotari, al no poder sotmetre al rebel, va cedir el seu territori al seu germà Lluís II el Jove rei d'Itàlia i emperador (fou la Borgonya Imperial que després va esdevenir el regne de Borgonya Transjurana); Hucbert va morir vers 866 amb les armes a la mà.
Teutberga mentre va poder fugir (860) i es va refugiar amb el rei de França Occidental Carles el Calb (que li va donar l'abadia d'Avenay a la diòcesi de Reims), i va apel·lar al papa Nicolau I que va anul·lar les decisions dels concilis. Amenaçat d'excomunió i sospitant que Carles el Calb estava a l'aguait per ocupar el seu regne, va cedir, i va acceptar a Teutberga com a esposa per segon cop el 865. Però Lotari no va tardar a cridar altre cop a Waldrada (867).
Llavors fou excomunicat i va haver d'anar a defensar el seu cas davant el nou papa Adrià II a Monte Cassino (va morir a Piacenza el 8 d'agost de 869 quan tornava d'aquest viatge); al no poder resoldre la situació d'il·legítims dels fills tinguts amb Waldrada, el regne de Lotaríngia fou repartit entre Carles el Calb i Lluís el Germànic pel tractat de Meerssen del 8 d'agost del 870.
Teutberga fou abadessa de Sainte Glossinde a Metz el 869. Fou beneficiària del testament del comte Eccard, el que suggereix algun tipus de parentiu. Va morir abans del 875.